# Holger Christian Vind
Holger Christian Vind (født 1704 på Antvorskov Slot, døbt 21. december 1704 i Sankt Peders Kirke i Slagelse, død 13. maj 1763 i Nyborg) var en dansk officer.
Han var søn af oberstløjtnant, senere amtmand, etatsråd Christian Vind og Elisabeth Pedersdatter Juel og blev 1722 immatrikuleret ved Københavns Universitet. Omtrent samtidig blev Vind kadet i Grenaderkorpset, blev 1725 fænrik i Eickstedts gevorbne Infanteriregiment og samme år sekondløjtnant. 1728 var han tilbage i Grenaderkorpset, hvor han 1730 blev premierløjtnant. Han blev 1734 karakteriseret kaptajn ved Lollandske gevorbne Infanteriregiment, deltog 1734-36 med regimentet i felttoget ved Rhinen, blev 1736 karakteriseret major, kom 1737 til Sjællandske gevorbne Infanteriregiment, hvor han 1739 blev sekondmajor, 1744 premiermajor og karakteriseret oberstløjtnant (fra 1743 at regne), 1745 virkelig oberst og chef for Fynske nationale Infanteriregiment og blev 1755 generalmajor. Han var var 10. oktober 1759 til 8. juli 1761 kommandant i Nyborg og tog dernæst afsked fra Hæren. Han fik 1759 skøde på borgmester Jakob Lerches gård (hjørnet af Kongegade og Peder Jægers Stræde) og på Revningegaard (Sønder Voldgade) i Nyborg.
Vind blev 1752 kammerherre og 31. marts 1763 hvid ridder (symbolum: Fidelitate et vigilantia).
Han ægtede den 20. april 1742 i Satrup Kirke Hedevig Albertina Ahlefeldt (født 25. december 1705, død 10. april 1775 i Nyborg), datter af amtmand Claus Ahlefeldt (1675, død ca. 1745) og Anna Margrethe Ahlefeldt (1683-1748)
Vind blev bisat i det ulfeldtske kapel i Nyborg Kirke, men kisten er blevet fjernet før 1871.